# Luna–6
A Luna–6 (Luna E–6–7) második generációs szovjet holdautomata, a Luna-program része.

## Küldetés
Tervezett feladat a Hold megközelítése – sima leszállás, felületének fényképezése, repülés közben a kozmikus sugárzás, a napszél, a mikrometeoritok, az interplanetáris anyag és a Hold mágneses terének vizsgálata.

## Jellemzői
Építette és üzemeltette az OKB–1 (oroszul: Особое конструкторское бюро №1, ОКБ-1).
1965. június 8-án startolt a Bajkonuri indítóbázisról, egy háromlépcsős, párhuzamos elrendezésű Molnyija hordozórakétával (8K78) állították Föld körüli parkolópályára. Az orbitális egység pályája 88.65 perces, 64.65 fokos hajlásszögű, az elliptikus pálya adatai: perigeuma 167 kilométer, apogeuma 246 kilométer volt. Az utolsó fokozat hajtóművének újraindításával segítették elérni a szökési sebességet. Három ponton stabilizált (kettő Földközpontú, egy Napra érzékeny) űreszköz.
Az 1440 kilogrammos űrszonda 80 óra repülés után technikai okok miatt – a pályakorrekció nem sikerült – 159 613 kilométerrel elhaladt a Hold mellett, és mesterséges bolygó lett.
Felépítése: leszállóegység (felszíni szonda), vezérlőegység, orientációs gáztartály és hideggáz-fúvókák, magasságmérő radar, üzemanyagtartályok és a fékező hajtómű, kormányhajtóművek, csillagérzékelő (tájolás), az asztroorientációs rendszer elektronikája, valamint az optikai mechanika, rádiórendszer, antennák.
Leszállóegység (felszíni szonda):
- fékező rakétarész a szükséges üzemanyaggal,
- légzsák-rendszer, biztosította a – hordozóegységből – ledobott műszeres egység épségét,
- a leszállóegységből négy szárny nyílott ki, biztosítva a stabil helyzetet, egyben antennaként szolgálva,
- a légmentesen lezárt 100 kilogramm tömegű, 60 centiméteres gömbtartály tartalmazta: az akkumulátoros erőforrást, a hőellenőrzőt, a televíziós egységet, sugárzásdetektort, rádió adó-vevő berendezést, vezérműegységet, külső felületén a 4 darab rúdantennát,
- stabilizált állapotban a televíziós kamerák tükörrendszer segítségével fényképezték környezetét, elektronikus feldolgozás után antennájával sugározta vevőállomásaira a képeket.

## Külső hivatkozások
- Luna–6. zarya.info. [2022. július 1-i dátummal az eredetiből archiválva]. (Hozzáférés: 2013. január 15.)
- Luna–6. astronautix.com. (Hozzáférés: 2013. január 15.)
- Luna-6. skyrocket.de. (Hozzáférés: 2013. január 15.)
- Luna-6. ib.cas.cz. [2013. október 13-i dátummal az eredetiből archiválva]. (Hozzáférés: 2013. január 15.)

| Elődje: Luna–5 | Luna-program 1963–1968 | Utódja: Luna–7 |